# 멕 마이어스
멕 마이어스(Meg Myers, 1986년 10월 6일 ~ )는 미국의 싱어송라이터이다.

## 음반 목록
- Sorry (2015)
- Take Me to the Disco (2018)